# VfR Neuss
Maillots
Le VfR Neuss est un club allemand de football localisé à Neuss en Rhénanie-du-Nord-Westphalie.

## Histoire
Le club fut fondé en 1906, il connut sa période la plus faste 60 ans plus tard, lorsqu’il accéda à la Regionalliga West équivalent à l’époque à la Division 2.
Dissous par les Alliés, comme tous les clubs et associations allemands (voir Directive n°23), en 1945, le club fut rapidement reconstitué. En fin de saison 1948-1949, il remporta le championnat de Bezirksklasse et monta en Landesliga.
En 1961, le VfR Neuss fut promu en Vebandsliga Niederrhein, qui équivalait alors la plus haute division amateur. Le club y resta cinq saisons et au terme du championnat 1965-1966, il s’empara du titre puis devança Hammer SpVgg et Bonner SC lors du tour final et obtenir le droit de monter au 2e niveau de la hiérarchie allemande.
Le VfR Neuss décrocha son meilleur classement en Regionalliga lors de sa première saison en terminant 8e en 1967. Le cercle resta cinq autres compétitions avant d’être relégué à la fin de l’exercice 1971-1972.
De retour en Vebandsliga Niederrhein, le cercle n’arriva pas à remonter. En 1978, il manqua l’accès à l’Oberliga Nordrhein nouvellement instaurée au 3e niveau et descendit au niveau 4.
Durant les deux décennies suivantes, le VfR Neuss alterna entre le 4e et 5e niveau de la pyramide du football allemand.
Dans le courant des années 1990, le cercle frôla la faillite et ne fut sauvé que de toute justesse. 
En fin d’année 2010, le club se déclare en faillite et sera exclu du championnat, il sombrera ensuite dans les divisions inférieures. En 2024-2025 le club évolue en Kreisliga.

## Joueurs connus
- Albert Brülls
- Friedhelm Funkel
- Wolfgang Funkel